# Інститут автоматизації вугільної промисловості
Інститут автоматизації вугільної промисловості (Гипроуглеавтоматизация) — розташований у Москві. Заснований у 1953 році.

## Наукові напрямки
Основна наукова спрямованість: створення і впровадження на вугільних шахтах, кар'єрах і збагачувальних фабриках автоматизованих систем управління технологічними процесами, засобів і систем автоматизації і автоматичного регулювання режимів роботи стаціонарного, транспортного і технологічного обладнання та виробничо-технологічного зв'язку.

## Структура
У складі інституту: 8 відділів, 3 експериментальні лабораторії та ряд допоміжних служб.